# UFO (패닉의 노래)
〈UFO〉는 패닉이 1996년에 발표한 2집 앨범의 타이틀곡이다. 노래 속 쾌활하고 밝은 듯한 분위기와는 다르게 사회 전반에 대해 비판적인 메시지를 담고 있는 노래다. 특히 이 곡의 가사 중 '살찐 돼지들과 거짓 놀음 밑에 단지 무릎 꿇어야 했던'이라는 부분이 있는데, 여기서 '살찐 돼지'는 부패한 정치인을 가리키는 단어이며 '거짓 놀음'은 정치적 권모술수와 패악질을 가리키는 단어이다. 이 곡이 공개되자마자 문화뿐만 아니라 사회적으로 큰 파장을 일으켰고, 마침 이 무렵은 사전 심의 제도가 철폐된 지 한참인 때라 정치권 및 방통위로부터 이 노래가 수록된 음반을 규제해야 한다는 발언까지 나올 정도로 적지 않은 탄압을 받기도 했다.